# Quadrumane

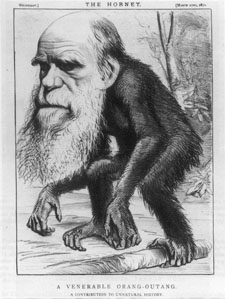
Charles Darwin caricaturé par The Hornet en « un vénérable orang-outang », lui donnant un statut de quadrumane.

Un quadrumane (du bas latin quadrumanus, « quatre mains »), parfois dit tétrachire (du grec 'tétra, « quatre » et 'kheir, « main »), qualifie un animal dont les quatre membres sont terminés par un organe de préhension, tel le singe, le paresseux ou le caméléon.
Plus spécifiquement, un quadrumane désigne un primate dont les quatre membres sont munis d'une main, par opposition au bimane (du bas latin bimanus, « deux mains »). Les deux termes constituaient historiquement deux ordres de mammifères et servaient à séparer l'espèce humaine du reste des primates. Cette distinction, basée sur les critères de l'anatomie comparée au XVIIIe siècle (voir Contexte), a été abandonnée dans les classifications modernes.

## Contexte
Le terme quadrumane semble avoir été développé pour la première fois en 1766 par Buffon pour préciser la distinction plus ancienne entre bipédie et quadrupédie :

« Faisons pour les mains un nom pareil à celui qu'on a fait pour les pieds , & alors nous dirons avec vérité & précision, que l'homme est le seul qui soit bimane & bipède, parce qu'il est le seul qui ait deux mains & deux pieds ; que le lamantin n'est que bimane ; que la chauve-souris n'est que bipède , & que le singe est quadrumane. [...] Les quadrumanes remplissent le grand intervalle qui se trouve entre l'homme & les quadrupèdes; [...] »

— Buffon, Histoire naturelle, générale et particulière
À la même époque, Linné crée le concept de primate avec quatre genres, les Lemur, Simia, Vespertilio et Homo, qui regroupent respectivement, les espèces connues de lémuriens, singes et chauves-souris ainsi que l'homme. 
Bimanes et quadrumanes sont introduits en tant que taxons en 1779 dans la première édition Handbuch der Naturgeschichte (« Manuel d'histoire naturelle ») de Johann Friedrich Blumenbach. Ces deux ordres sont repris par d'autres naturalistes, notamment en 1817 par Georges Cuvier qui les popularise.
Toutes les espèces de singes et de lémuriens connues sont regroupées à cette époque sous le terme de quadrumane pour bien les distinguer de l'homme, singularité biologique culturellement essentielle pour les philosophes Rousseau et Diderot ou les naturalistes Cuvier ou Daubenton qui considèrent que parmi les primates seuls les hommes sont bimanes et bipèdes.

## Taxons obsolètes
L'usage des termes bimane et quadrumane se perpétue pendant plus d'un siècle malgré quelques tentatives de certains savants pour opérer d'autres distinctions entre l'Homme et les singes. Ainsi, Illiger propose en 1811 de souligner plutôt la station debout en plaçant l'Humain dans l'ordre des Erecta, alors qu'Owen préfère en 1863 lui ériger une sous-classe particulière, les Archencephala.
Les nombreuses affinités entre les humains et les autres primates – en particulier les grands singes – rendent néanmoins ces distinctions plus culturellement nécessaires que scientifiquement fondées.
En 1863 dans son ouvrage sur La Place de l'homme dans la nature, Thomas Henry Huxley s'élève déjà très nettement contre le nom de quadrumanes et montre que les singes supérieurs pourraient à juste titre être inclus dans les bimanes. Si Charles Darwin ne voit aucun inconvénient à ce que le passage entre la quadrumanie et la bipédie se fasse progressivement, il rejoint la position d'Huxley dans son ouvrage La Filiation de l'homme et la sélection liée au sexe en 1871 et propose de replacer l'humanité dans l'ordre des primates de Linné en la classant dans une famille ou un sous-ordre.
Actuellement, les paléoanthropologues considèrent qu'il faut abandonner l'idée du passage graduel de la quadrupédie ou quadrumanie à la bipédie par l'intermédiaire de la position fléchie adoptée par les pongidés, la quadrumanie des singes actuels étant plutôt une spécialisation de la bipédie. Enfin, les hominidés montrent aussi bien une bipédie ou quadrupédie occasionnelle ou permanente, ce qui rend les notions de quadrumanie, quadrupédie, bimanie et bipédie  délicates.